# Federico Mollicone
Federico Mollicone (Roma, 23 novembre 1970) è un politico italiano, dal 23 marzo 2018 deputato alla Camera per Fratelli d'Italia.

## Biografia
Figlio di un esponente del Movimento Sociale Italiano, rautiano e collaboratore nel Centro Studi Ordine Nuovo, dopo aver conseguito il diploma di liceo linguistico, ha iniziato a lavorare nei settori del marketing, della comunicazione e dell'organizzazione di eventi culturali. Nel 2000 ha fondato un'agenzia di comunicazione, che ha lasciato nel 2008.
È sposato e ha due figli.

## Attività politica
Inizia il suo impegno politico nel Movimento Sociale Italiano, che, con la svolta di Fiuggi di Gianfranco Fini, aderisce al suo scioglimento e confluenza in Alleanza Nazionale (AN), per i quali è stato consigliere dei municipi di Roma IX (1993-1997) e Roma I (1997-2008). Alle elezioni amministrative del 2008 si candida al consiglio comunale di Roma, nelle liste del Popolo della Libertà (lista elettorale che univa principalmente AN e Forza Italia) a sostegno del candidato sindaco di centro-destra Gianni Alemanno, venendo eletto consigliere comunale ed occupandosi di politichr culturali. L'anno successivo aderì alla confluenza di AN nel Popolo della Libertà (PdL) come partito.
Ha fatto parte del comitato scientifico di Fare Futuro ed è stato responsabile della comunicazione del Ministro per la gioventù Giorgia Meloni durante il quarto governo presieduto da Silvio Berlusconi.
Il 20 dicembre 2012 partecipa alla scissione del PdL guidata da Meloni, Ignazio La Russa e Guido Crosetto che porta alla nascita di Fratelli d'Italia (FdI), con cui alle elezioni politiche del 2018 viene candidato alla Camera dei deputati, tra le sue liste nel collegio plurinominale Lazio 1 - 01, risultando eletto deputato. Nel corso della XVIII legislatura ha fatto parte della Commissione parlamentare di vigilanza RAI, della 7ª Commissione Cultura, scienza e istruzione, di cui è stato capogruppo per FdI, e ha fondato e coordinato l'intergruppo parlamentare Cultura, Arte e Sport.
Alle elezioni politiche anticipate del 2022 viene ricandidato alla Camera, tra le liste di Fratelli d'Italia nel collegio plurinominale Lazio 1 - 01 in seconda posizione, venendo rieletto a Montecitorio grazie all'elezione della capolista Giorgia Meloni nel collegio uninominale Abruzzo - 03 (L'Aquila). Nella XIX legislatura è presidente della 7ª Commissione Cultura, scienza e istruzione della Camera e, in più occasioni, ha rilanciato l’idea di una nuova Commissione stragi.

## Controversie

### Polemica anti-gender suPeppa Pig
Durante la campagna elettorale delle elezioni politiche del 2022, Mollicone era divenuto noto sulla cronaca per aver scatenato una polemica anti-gender su una puntata del cartone animato Peppa Pig, in cui era presente una famiglia omogenitoriale di orsi polari.

### Aggressione alla Camera
Il 12 giugno 2024, durante una discussione alla Camera sul provvedimento dell'autonomia differenziata, si rende partecipe di un'aggressione con pugni e calci, insieme al collega della Lega Igor Iezzi, ai danni del deputato del Movimento 5 Stelle Leonardo Donno, venendo sospeso dall'Aula per 15 giorni insieme a Iezzi.

### Dichiarazioni sulla Strage di Bologna
Il 4 agosto 2024, in un’intervista a La Stampa, attacca i giudici della Strage di Bologna, sostenendo che le sentenze sono «un teorema per attaccare la destra»: Paolo Bolognesi, presidente dell’associazione dei familiari delle vittime, definisce tali affermazioni come un'«assurdità» che nega la verità.